# Paramuricea candida
Paramuricea candida is een zachte koraalsoort uit de familie Plexauridae. De koraalsoort komt uit het geslacht Paramuricea. Paramuricea candida werd in 1977 voor het eerst wetenschappelijk beschreven door Grasshoff. 